# Diocese de Jacarezinho
A Diocese de Jacarezinho (Dioecesis Iacarezinhoënsis) é uma circunscrição eclesiástica da Igreja Católica no estado do Paraná, no Brasil.
Foi criada em 10 de maio de 1926 pela bula Quum in Dies Numerus do papa Pio XI, juntamente com a Diocese de Foz do Iguaçu e a Diocese de Ponta Grossa.

## Bispos
Bispos locais:
|                 | Nome                                | Período   | Notas                           |
| Bispos          | Bispos                              | Bispos    | Bispos                          |
| --------------- | ----------------------------------- | --------- | ------------------------------- |
| 7º              | Antônio Braz Benevente              | 2010-     | Atual                           |
| 6º              | Fernando José Penteado              | 2000-2010 | Bispo emérito                   |
| 5º              | Conrado Walter, S.A.C.†             | 1991-2000 | Bispo emérito                   |
| 4º              | Pedro Filipak †                     | 1962-1991 | renunciou                       |
| 3º              | Geraldo de Proença Sigaud, S.V.D. † | 1947-1961 | Nomeado arcebispo de Diamantina |
| 2º              | Ernesto de Paula †                  | 1942-1945 | Nomeado bispo de Piracicaba     |
| 1º              | Fernando Taddei, C.M. †             | 1927-1940 | Faleceu no cargo                |
| Bispo coadjutor |                                     |           |                                 |
|                 | Conrado Walter, S.A.C.              | 1984-1991 | elevado a bispo diocesano       |
| Bispo auxiliar  |                                     |           |                                 |
|                 | Conrado Walter, S.A.C.              | 1977-1984 | nomeado bispo coadjutor         |

Bispos afiliados
- Mauro Aparecido dos Santos
- Eliseu de Morais Pimentel
- Mário Antônio da Silva

## Paróquias
| Cidade                        | Paróquia                                                     |
| ----------------------------- | ------------------------------------------------------------ |
| Abatiá / PR                   | Paróquia Nossa Senhora Aparecida                             |
| Andirá / PR                   | Paróquia São Sebastião                                       |
| Andirá / PR                   | Paroquia São Francisco de Assis                              |
| Arapoti / PR                  | Paróquia São João Batista                                    |
| Arapoti / PR                  | Santuário Diocesano Igrejinha São João Batista               |
| Arapoti / PR                  | Paróquia Nossa Senhora Aparecida                             |
| Arapoti / PR                  | Paróquia Santo Expedito                                      |
| Bandeirantes / PR             | Paróquia Santuário Santa Teresinha do Menino Jesus           |
| Bandeirantes / PR             | Paróquia São Geraldo Majela                                  |
| Bandeirantes / PR             | Paróquia Nossa Senhora Aparecida                             |
| Bandeirantes / PR             | Paróquia Santo Expedito                                      |
| Barra do Jacaré / PR          | Paróquia Nossa Senhora Aparecida                             |
| Cambará / PR                  | Paróquia Nossa Senhora Aparecida                             |
| Cambará / PR                  | Paróquia Nossa Senhora das Graças                            |
| Cambará / PR                  | Paróquia São José e Santo Antônio de Pádua                   |
| Carlópolis / PR               | Paróquia Senhor Bom Jesus                                    |
| Conselheiro Mairinck / PR     | Paróquia Sagrado Coração de Jesus                            |
| Guapirama / PR                | Paróquia São Roque                                           |
| Ibaiti / PR                   | Paróquia Sagrado Coração de Jesus                            |
| Ibaiti / PR                   | Paróquia Santo Antônio de Pádua                              |
| Ibaiti / PR                   | Paróquia São Sebastião                                       |
| Ibaiti / PR                   | Paróquia São José                                            |
| Itambaracá / PR               | Paróquia São Francisco Xavier                                |
| Jaboti / PR                   | Paróquia Nossa Senhora das Dores                             |
| Jacarezinho/ PR               | Paróquia Imaculada Conceição (Catedral Diocesana)            |
| Jacarezinho/ PR               | Paróquia Sagrado Coração de Jesus                            |
| Jacarezinho/ PR               | Paróquia Nossa Senhora do Perpétuo Socorro                   |
| Jacarezinho/ PR               | Paróquia São José Operário                                   |
| Jacarezinho/ PR               | Paróquia São Pedro Apóstolo                                  |
| Jaguariaíva / PR              | Paróquia São Francisco de Assis                              |
| Jaguariaíva / PR              | Paróquia Nossa Senhora das Graças                            |
| Jaguariaíva / PR              | Paróquia Santuário Diocesano Senhor Bom Jesus da Pedra Fria  |
| Japira / PR                   | Paróquia Santo Antônio de Lisboa                             |
| Joaquim Távora / PR           | Paróquia São Sebastião                                       |
| Jundiaí do Sul / PR           | Paróquia São Francisco de Assis                              |
| Pinhalão / PR                 | Paróquia Nossa Senhora Aparecida                             |
| Quatiguá / PR                 | Paróquia Nossa Senhora Aparecida                             |
| Ribeirão Claro / PR           | Paróquia Sagrado Coração de Jesus                            |
| Ribeirão do Pinhal / PR       | Paróquia Santuário do Divino Espírito Santo                  |
| Salto do Itararé / PR         | Paróquia Santo Antônio de Pádua                              |
| Santa Amélia / PR             | Paróquia São José                                            |
| Santana do Itararé / PR       | Paróquia Sant’Ana                                            |
| Santo Antônio da Platina / PR | Paróquia Santo Antônio de Pádua                              |
| Santo Antônio da Platina / PR | Paróquia São José                                            |
| Santo Antônio da Platina / PR | Paróquia Santa Filomena                                      |
| Santo Antônio da Platina / PR | Paróquia São Judas Tadeu                                     |
| São José da Boa Vista / PR    | Paróquia São José                                            |
| Sengés / PR                   | Paróquia São Sebastião                                       |
| Sengés / PR                   | Paróquia Senhor Bom Jesus                                    |
| Sengés / PR                   | Paróquia São Pedro                                           |
| Siqueira Campos / PR          | Paróquia Divino Espírito Santo                               |
| Siqueira Campos / PR          | Paróquia Bom Jesus das Águas                                 |
| Siqueira Campos / PR          | Paróquia Nossa Senhora da Piedade                            |
| Tomazina / PR                 | Paróquia Nossa Senhora Aparecida e Santuário Santo Inocêncio |
| Wenceslau Braz / PR           | Paróquia São Sebastião                                       |
| Wenceslau Braz / PR           | Paróquia Nossa Senhora do Perpétuo Socorro                   |
| Wenceslau Braz / PR           | Paróquia São José                                            |